# Vorderer Grieskogel
De Vordere Grieskogel is een 2671 meter hoge berg in de Stubaier Alpen in het Oostenrijkse Tirol.
De berg is gelegen in het district Imst in de Noordelijke Sellrainer Bergen, een subgroep van de Stubaier Alpen, nabij Kühtai, ongeveer anderhalve kilometer ten noorden van het stuwmeer Speicher Längental. Buurtoppen van de Vordere Grieskogel zijn de Hintere Grieskogel (2684 meter) en de Pirchkogel (2828 meter), die vaak in combinatie met de Grieskogel wordt beklommen. Uitgangspunt voor een beklimming van de berg is het wintersportoord Kühtai (2017 meter). Het eerste deel van de beklimming kan worden overbrugd met behulp van de Hochalterkar-Lift. Vandaar gaat het in westelijke richting over de skipiste naar de daar aanwezige sleeplift. Vanaf het bergstation van deze sleeplift gaat het voorbij de top van de Vordere Grieskogel naar de Grieskogelscharte (2586 meter), gelegen tussen de Vordere en de Hintere Grieskogel in. Vanaf daar gaat het over een 40° steile wand naar de top. De gehele tocht naar de top neemt ongeveer twee uur en beslag. De beste periode om deze tocht te ondernemen is als skitocht vanaf het begin van de winter tot aan april.

## Kaarten
- Kompass Blatt 83, Stubaier Alpen, 1:50.000. AV-Karte 31/2, Stubaier Alpen / Sellrain, 1:25.000.